# تشيهيرو سوزوكي
تشيهيرو سوزوكي (鈴木千尋 سوزوكي تشيهيرو) هو مؤدي أصوات ياباني ولد في 17 فبراير 1977 في ياماغاتا.

## أدواره في الأنمي

### مسلسلات أنمي تلفزيونية
- إلفن ليد - كوتا
- أمير التنس - أكيرا كاميو
- أمير التنس الجديد - أكيرا كاميو
- هيرويك إيج - ميهيتاكا بور
- فتى الرمال - كانتا ميزونو/فتى الرمال
- باكوجان - سعدون
- أوكيكو فوريكابوتيه - يوتو ساكايغوتشي
- أوكيكو فوريكابوتّيه 〜فصل بطولة الصيف〜 - يوتو ساكايغوتشي
- ميغامان محارب النت - كهاريبو
- بامبكين سيزرز - مارتشيس
- جانباريد مارتش - كنتارو ماتسُو
- باتل بروغرامر شيراسي - جو كاواهارا
- تيلز أوف ذي أبيس - لوك فون فابر، آش
- كاري كانو - سويتشيرو أريما
- كاتاناغاتاري - مانيوا كوموري
- C - إيوغي
- كيل لا كيل - سوزوكي
- فري!-Eternal Summer- - كيسومي شيغينو

### أوفا أنمي
- القاتل إيتشي EPISODE 0 - إيتشي

### أفلام أنمي
- أصوات نجم بعيد - نوبورو تيراو
- هاي سبيد! فري! ستارتنغ ديز - كيسومي شيغينو
- فري! تايمليس ميدلي - كيسومي شيغينو
- فري! تيك يور ماركز - كيسومي شيغينو

## أدواره في ألعاب الفيديو
- تيلز أوف ذي أبيس - لوك فون فابر، آش
- تيلز أوف فرسس - لوك فون فابر، آش
- تيلز أوف ذا وورلد: ريف يونايتيا - لوك فون فابر

## أدواره في الدبلجة اليابانية
- باتمان: الجرأة و الشجاعة - نورت، بيبي فيس

## وصلات خارجية
- تشيهيرو سوزوكي على موقع IMDb (الإنجليزية)
- تشيهيرو سوزوكي على موقع ميوزك برينز (الإنجليزية)
- تشيهيرو سوزوكي على موقع ديسكوغز (الإنجليزية)
- تشيهيرو سوزوكي على موقع قاعدة بيانات الفيلم (الإنجليزية)
- تشيهيرو سوزوكي على موقع ANN person (الإنجليزية)